# 兵藤ゆき
兵藤 ゆき（ひょうどう ゆき、1952年〈昭和27年〉4月15日 - ）は、日本のタレント、エッセイストである。兵頭ゆきは誤記。
愛知県名古屋市出身。アップフロントクリエイト所属。

## 来歴
父親は女子大学の教員で、母親は洋裁や和裁を教えていた。小学校1年生から6年生まで学級委員を務めた。
1968年4月、愛知県立東郷高等学校が愛知県立明和高等学校（名古屋市東区）の一部を仮校舎として開校。軍隊式の指導法を導入し、のちに管理教育のモデル校ともなった東郷高校に兵藤は一期生として入学する。英語の教師は授業をボイコットした生徒に「逆らっていいと思っているのか。教育委員会に言いつけようと思っているかもしれないが、教育委員会は教師側に付いているんだぞ」とすごみ、兵藤が教師を問い詰めると「そういう言い方をする女はな、可愛くない」とはぐらかした。それを聞かされた母親は翌日、学校に乗り込んだ。歴史の教師の一人は「みんなと一緒にできない奴は人間のくずだ」と兵藤をののしった。それまで「何でも最初にやり、深刻に物事を考えたことがなかった」という兵藤は、高校入学を契機に「どういう人の仲間に入りたいのか」と考え始めるようになったという。フォーク・グループに入って歌ったり、演劇を始めたりなど始めた。3年生の時に東海ラジオのラジオドラマ「たむたむ劇場」で初出演した。
高校卒業後、常磐女学院服装デザイナー科に進み、洋裁正教員の資格を習得。ファッションショーの演出や構成を手がける。
名古屋のローカルタレント時代の代表的な番組としては、1976年より20年間続いた『ナゴヤフォークタウン』。1983年8月まで放送された東海ラジオの看板番組『ミッドナイト東海』でも同じようなノリで人気を博す。つボイノリオとのコンビでパーソナリティを務めたCBCラジオの『土曜天国』などでも人気を広げていく。
1983年、『笑っていいとも!』（フジテレビ）出演をきっかけに、その人気は全国区となる。さばさばした性格と、コミカルなキャラクターで、「ゆき姐（ゆきねえ）」などと呼ばれて人気を博す。
1985年4月、『天才・たけしの元気が出るテレビ!!』（日本テレビ）が放映開始。第1回からレギュラーとして出演。共演者であった高田純次とのデュエット曲「CHANCE!心ときめいて」をリリースした。
『ダウンタウンのごっつええ感じ』（フジテレビ）のコント「西日本番長地図」では、「悩みの相談、兵藤ゆき」と名古屋名物のひとつに数えられている。
1996年一月『ザ・ハングマン』の主題歌「あ・れ・か・ら」で知られるロック系シンガーソングライターの文田博資（ヒロスケ）と結婚。その際、彼の母から彼への提案「向こうさんにはお姉さんしかいないので、文田姓を名乗ると兵藤家が終わるので、向こうさんの姓をあなたが取っては？」を受け入れ、兵藤博資とする。同年四月に長男誕生。夫の1992年からの大学留学のため、1997年春から、家族そろって、アメリカのニューヨーク市で生活。夏休みの7、8月頃に日本に一時帰国して、ゲストでテレビ出演することが恒例となっていた他、子育てやニューヨークでの生活を題材としたエッセーの執筆活動を行う。夫の軽はずみな留学が、なんと社会学博士号まで進み、その取得の目処が立ったため、2007年7月に帰国し、現在は東京とニューヨークを行き来している。夫はNY市立大学BMCC校で2002年から社会学の教鞭を取り、その後2020年に引退し、帰国。
2009年5月、ヌーブラメーカーのゴールドフラッグとストレス・フリーをテーマにしたインナーやホームウエアーなどのブランド、yukine inc.(ユキネエインク）を立ち上げ、 服飾デザイナーデビュー。通販番組などに積極的に出演している。
2023年1月1日、所属事務所のチームが再編されジェイピィールームからアップフロントクリエイトに。

## エピソード
- 年に500回は料理するほどの料理上手であり、2006年9月13日に放送された『愛のエプロン』（テレビ朝日）では、その腕前を披露して特エプを獲得した。
- 中日ドラゴンズのファンである。大阪出身の夫には阪神タイガースのファンだと言ってある。一緒に中日：阪神のTV中継を観て、おかしなところで思わず「やった！」って叫んでしまうので、勘づかれてはいるようだ。
- 「象印クイズヒントでピント」の700回記念レギュラー VS OBカップル大会ではオープニングクイズでいきなり「ヒントでピントで700回と言えば「カレンダー」を歌う土居まさるさん」と回答し、一発で正解して土居から「何で分かるのよ？」と驚かれた。本人は「山掛け、山掛け」と言っていた。

## 出演番組

### テレビ

#### NHK
- スタジオパークからこんにちは（NHK総合テレビ、1995年3月 - 1996年3月、司会）
- ゆうどきネットワーク（NHK総合テレビ）
- おもいっきり中学時代（NHK教育テレビ）[1]
- あなたもアーティスト（NHK教育テレビ）

#### 民放（東京キー局）
情報・ワイドショー番組
| 期間       | 期間      | 番組名                                            | 役職                   |
| ---------- | --------- | ------------------------------------------------- | ---------------------- |
| 1989年10月 | 2008年9月 | THE・サンデー（日本テレビ）                       | ゲストコメンテーター   |
| 1992年10月 | 1993年3月 | 人間探検!もっと知りたい!!（テレビ朝日）           | 司会                   |
| 1994年10月 | 1995年3月 | 象印ニュースクイズ パンドラタイムス（テレビ朝日） | 司会                   |
| 2011年10月 | 2013年9月 | 7スタLIVE（テレビ東京）                           | 月～木曜日レギュラーMC |

バラエティ・クイズ関連番組・その他
- 笑っていいとも!（フジテレビ、1983年10月 - 1985年3月、火曜日レギュラー）
- 主に泣いてます 第7話（フジテレビ、2012年9月1日） - ゆき姐役(写真)
- 天才・たけしの元気が出るテレビ!!→超天才・たけしの元気が出るテレビ!!（日本テレビ、1985年4月 - 1996年3月）[1]
- GOB（日本テレビ、「加藤たね」役）
- アイコ十六歳（TBS、1984年）
- ビデオあなたが主役（テレビ朝日）
- 象印クイズ ヒントでピント（テレビ朝日、1994年2月6日（第682回） -1994年9月25日(第708回)、3枠[9]）
- GAHAHAキング 爆笑王決定戦（テレビ朝日）
- 13歳のハローワーク 最終話（テレビ朝日、2012年3月9日） - 本人役
- 少女雑貨専門 エクボ堂（テレビ東京）
- トキメキおちゃめ組（テレビ東京）
- サンデーテレショップ（テレビ東京）
- 兵藤ゆき どうぶつの気持ち（テレビ東京）

#### 民放（関西局・その他）
- エンドレスナイト（関西テレビ）[1] - ばんばひろふみとのコンビで担当。
  - 「王子江と描く 水墨画を楽しもう」（2010年10月 - 12月） - ルー大柴と共に生徒役。
  - 「挫折者救済きりばやしひろきのギター塾」（2011年10月 - 11月）
- うたうワンワン〜ピンクのブルドッグ〜（読売テレビ、2011年4月 - ）
- ハンドベル卒業式（東海テレビ、2014年3月16日） - ラジオDJ役
- 兵藤ゆきのワンダフルニャンダフル（J:COM、2010年4月 - 2015年9月、兵藤の前MCと後任MCでのタイトルは「ワンダフルニャンダフル」、番組は2016年12月に終了）
- ありがとッ!（テレビ神奈川、2014年）

### ラジオ

#### 東海地区局
- 2COOL!（東海ラジオ、水曜日） - お笑いコンビタイムマシーン3号と共に担当。
- ミッドナイト東海（東海ラジオ、1976年10月 - 1983年8月、木曜日→金曜日）[1] - 当初の木曜時代は奥山敬造と共に、金曜時代は単独でMCを担当。
- ナゴヤフォークタウン（東海ラジオ、1976年11月 - 1996年10月）[1] - 天野良春アナとともに担当。
- 朝はゆき色 ラジオいろ（東海ラジオ）
- 兵藤ゆきの民話のこばこ（東海ラジオ）
- 兵藤ゆきのハッピーにゆきね〜!（東海ラジオ、2009年4月4日 - 2017年12月29日）
- 土曜天国（CBCラジオ、1976年4月 - 1981年3月） - つボイノリオ→久野誠アナ→河原龍夫とのコンビで担当。
- ツー快!お昼ドキッ（CBCラジオ、火曜日） - ばんばひろふみの休暇時のピンチヒッターとして担当。
- NLApresents ゆきねえと考えよう!親子のキズナ応援ラジオ（CBCラジオ、2011年6月 - 2012年）
- ゆきねえの名古屋なごやか喫茶（NHKラジオ第1・名古屋局制作、2009年 - ）

#### 東海地区以外局
- ラジオあさいちばん（NHKラジオ第1 / 関東地方・山梨県ローカルパートで毎月第1土曜日「シネマ指定席」担当）
- パックインミュージック（TBSラジオ、月曜日）[1]
- 全国こども電話相談室（TBSラジオ）
- ズバリ快答!テレフォン身の上相談（TBSラジオ、2011年8月 - 2012年3月、金曜日）
- セイ!ヤング（文化放送、水曜日）[1]
- HASEKO WOMAN S WAVE 兵藤ゆき・トークパティオ（文化放送）
- 兵藤ゆき・野村邦丸ブイブイトーク（文化放送）
- 垣花正と兵藤ゆきのあなたとハッピー!（ニッポン放送）
- ヤングテレフォンQ&A（KBS京都）
- ミュージックビーコン (MBSラジオ)
- MBSヤングタウン（MBSラジオ、金曜日『キンド館』→水曜日→日曜日）[1]
- JAM JAM OSAKA（ラジオ大阪）

### CM
- 紀文食品「マリーン」（1988年）
- アイテレホン （1990年）

### 映画
- ワンルーム・ストーリー（1991年）

## 著書
- 「猫ナンパ日記」（KKベストセラーズ）
- 「僕が僕である理由」（双葉社）
- 「ぶんちんタマすだれ」（ワニブックス）
- 「ゆき姐のニューヨーク裏うら散歩」（ワニブックス）
- 「でこぼこなクラス写真」（ワニブックス）
- 「ニューヨーク熱血井戸端会議」（集英社文庫）
- 「頑張りのつぼ」（角川書店）
- 「子どもがのびのび育つ理由 ニューヨークで見た子どもと大人のいい関係」（マガジンハウス）
- 「ゆき姐の漫画エッセイ 英語と格闘 in New York」（日本放送出版協会）

## 音楽

### シングル
- Chance!心ときめいて（1988年） - 高田純次とのデュエット、作詞も担当
- DEAR MY FRIEND（1988年） - ばんばひろふみとのデュエット
- 地図にない街（1989年）
- 僕たちの日々（1989年）
- ときめきエール（1991年） - 兵藤ゆき&ABブラザーズ名義
- ギター覚えた頃（1991年） - 兵藤ゆき&ABブラザーズ名義
- ぼくとディジャヴ / だってネコだもん（1993年）

### アルバム
- 僕たちの日々（1989年）
- やっ!（1990年）

## 賞歴
- 第4回新語・流行語大賞 新語部門・表現賞（1987年）[10]